# پراکساگوراس آتنی
پراکساگوراس آتنی (انگلیسی: Praxagoras of Athens; ۱ ژانویهٔ ۰۳۰۰ – ۱ ژانویهٔ ۰۴۰۰) مورخ |ییگن در اوایل قرن چهارم بود. او در آتن به دنیا آمد و سه اثر تاریخی نوشت که همگی از بین رفته‌اند: تاریخ پادشاهان آتن، تاریخ اسکندر مقدونی و زندگی‌نامه ای از امپراتور کنستانتین بزرگ. چند بخش از زندگی‌نامه کنستانتین در کتاب مقدس فوتیوس (⎘ φοτιος אול) (کد. ۶۲) حفظ شده‌است.
قطعات پراکساگوراس در کتاب مورخان یونانی کوچک دینورف در سال ۱۸۷۰ از صفحه ۴۳۸ شروع می‌شود. Dindorf's 1870 Minor Greek Historians

## کتابشناسی
- Andrea Basile: Propaganda costantiniana e cultura ellenica in Prassagora di Atene, dissert. Università Cattolica del Sacro Cuore, Milano 1990/91.
- Pawel Janiszewski: The Missing Link. Greek Pagan Historiography in the Second Half of the Third Century and in the Fourth Century AD., Warsaw 2006.